# Kto ma być panną młodą?
Kto ma być panną młodą? (poł. Kåtü mes nenkă boit?) – jedyna zachowana drzewiańska pieśń ludowa, opowiada o tradycji ptasiego wesela. Śpiewana oryginalnie na Połabiu do XVII wieku, obecnie wykonywana sporadycznie na tzw. Dniach Wendyjskich (Wendentage).
Domniemanym autorem pieśni jest minnesinger Wisław, zwykle identyfikowany z ostatnim księciem rugijskim – Wisławem III.
Sposób wykonania piosenki został opisany następująco:

W wykonywaniu piosenki powinny uczestniczyć trzy osoby o różnych głosach. Pierwsza śpiewa pierwszy wers. Druga drugi. Trzeci wykonuje cała trójka. Czwarty i piąty śpiewa tylko trzecia osoba, a szósty z powrotem wszyscy razem. Tym wzorem wykonywane są wszystkie zwrotki. Piosenka kończy się uderzaniem pięściami w stół przez wszystkich przy nim siedzących.

## Tekst
| Tekst połabski (zapis Polańskiego)    | Tekst połabski (zapis Henniga)         | Polskie tłumaczenie                   |
| ------------------------------------- | -------------------------------------- | ------------------------------------- |
| Kåtü mes nenkă boit?                  | Katy mês Ninka beyt?                   | Kto ma być panną młodą?               |
| Tölkă mes nenkă boit                  | Teelka mês Ninka beyt                  | Sowa ma być panną młodą               |
| Tölkă rici våpăk kå naimo kå dvemo:   | Têlka rîtzi wapakka neimo ka dwemo:    | Sowa odpowiada im obu:                |
| Joz jis vilťĕ grüznă zenă             | Gos giss wiltge grîsna Sena            | Ja jestem bardzo brzydką kobietą      |
| Ne müg nenkă boit                     | Nemik ninka beyt                       | Nie mogę być panną młodą              |
| Joz ne müg nenkă boit                 | Gos nemik Ninka beyt                   | Ja nie mogę być panną młodą           |
|                                       |                                        |                                       |
| Kåtü mes zątĕk boit?                  | Katy mês Santik beyt?                  | Kto ma być panem młodym?              |
| Strezĕk mes zątĕk boit                | Stresik mês Santik beyt                | Strzyżyk ma być panem młodym          |
| Strezĕk rici våpăk kå naimo kå dvemo: | Stresik rîtzi wapak ka neimo ka dwemo: | Strzyżyk odpowiada im obu:            |
| Joz jis vilťĕ molĕ ťarl               | Gos giß wiltge mole Tgaarl             | Ja jestem bardzo małym mężczyzną      |
| Ne müg zątĕk boit                     | Nemik Santik beyt                      | Nie mogę być panem młodym             |
| Joz ne müg zątĕk boit                 | Gos nemik Santik beyt                  | Ja nie mogę być panem młodym          |
|                                       |                                        |                                       |
| Kåtü mes traivnĕk boit                | Katy mês Treibnick beyt?               | Kto ma być drużbą?                    |
| Vorno mes traivnĕk boit               | Wôrno mês Treibnick beyt               | Wrona ma być drużbą                   |
| Vorno rici våpăk kå naimo kå dvemo:   | Wôrno rîtzi wapak ka neimo ka dwemo:   | Wrona odpowiada im obu:               |
| Joz jis vilťĕ cornĕ ťarl              | Gos giss wiltge tzôrne Tgaarl          | Ja jestem bardzo czarnym mężczyzną    |
| Ne müg traivnĕk boit                  | Nemik Treibnik beyt                    | Nie mogę być drużbą                   |
| Joz ne müg traivnĕk boit              | Gos nemik Treibnik beyt                | Ja nie mogę być drużbą                |
|                                       |                                        |                                       |
| Kåtü mes ťauxor boit?                 | Katy mês Tjauchor beyt?                | Kto ma być kucharzem?                 |
| Våuckă mes ťauxor boit                | Wauzka mês Tjauchor beyt               | Wilk ma być kucharzem                 |
| Våuckă rici våpăk kå naimo kå dvemo:  | Wauzka rîtzi wapak ka neimo ka dwemo:  | Wilk odpowiada im obu                 |
| Joz jis vilťĕ glupsĕ ťarl             | Gos giß wiltge glupzit Tgaarl          | Ja jestem bardzo podstępnym mężczyzną |
| Ne müg ťauxor boit                    | Nemik Tjauchor beyt                    | Nie mogę być kucharzem                |
| Joz ne müg ťauxor boit                | Gos nemik Tjauchor beyt                | Ja nie mogę być kucharzem             |
|                                       |                                        |                                       |
| Kåtü mes šenťėr boit?                 | Katy mês Czenkir beyt?                 | Kto ma być szynkarzem?                |
| Zojąc mes šenťėr boit                 | Sogangs mês Czenkir beyt               | Zając ma być szynkarzem               |
| Zojąc rici våpăk kå naimo kå dvemo:   | Sogangs ritzi wapak ka neimo ka dwemo: | Zając odpowiada im obu:               |
| Joz jis vilťĕ dralĕ ťarl              | Gos giß wiltge dralle Rgaarl           | Ja jestem bardzo szybkim mężczyzną    |
| Ne müg šenťėr boit                    | Nemick Czenkir beyt                    | Nie mogę być szynkarzem               |
| Joz ne müg šenťėr boit                | Gos nemik Czenkir beyt                 | Ja nie mogę być szynkarzem            |
|                                       |                                        |                                       |
| Kåtü mes spelman boit?                | Katy mês Spelmann beyt?                | Kto ma być muzykantem?                |
| Büťăn mes spelman boit                | Bûtgan mês Spelmann beyt               | Bocian ma być muzykantem              |
| Büťăn rici våpăk kå naimo kå dvemo:   | Bûtgan ritzi wapak ka neimo ka dwemo:  | Bocian odpowiada im obu:              |
| Joz jis vilťe dåuďĕ råt               | Gos giß wiltge dauge Raath             | Ja jestem bardzo długodziobi          |
| Ne müg spelman boit                   | Nemick Spelmann beyt                   | Nie mogę być muzykantem               |
| Joz ne müg spelman boit               | Gos nemik Spelmann beyt                | Ja nie mogę być muzykantem            |
|                                       |                                        |                                       |
| Kåtü mes daisko boit?                 | Katy mês Teisko beyt?                  | Kto ma być stołem?                    |
| Laiskă mes daisko boit                | Leiska mês Teisko beyt                 | Lis ma być stołem                     |
| Laiska rici våpăk kå naimo kå dvemo:  | Leiska rîtzi wapak ka neimo ka dwemo:  | Lis odpowiada im obu:                 |
| Rüsplăstaitĕ müją paizǫ               | Ris plast neitmo mia wapeis            | Rozpłaszczcie mój tyłek               |
| Bǫdĕ vosă daisko                      | Bungde, woessa Teisko                  | Będzie waszym stołem                  |
| Bǫdĕ vosă daisko                      | Bungd wôssa Teisko                     | Będzie waszym stołem                  |